# Tricladida
De Tricladida zijn een orde platwormen in de klasse van trilhaarwormen. De naam is in 1884 geldig gepubliceerd door Arnold Lang.
Ze zijn te vinden in zowel zoet water als in het mariene milieu; een aantal soorten kan gevonden worden in vochtige grond. De meeste zijn vrijlevend, maar de orde omvat het geslacht Bdelloura met soorten die commensaal leven op en in degenkrabben. Tricladida wordt onderscheiden van de andere ordes door de aanwezigheid van een gevouwen farynx en een aantal divertikels in de darm. De darm zelf kan hetzij eenvoudig of vertakt zijn.